# Manbuta anyx
Manbuta anyx är en fjärilsart som beskrevs av Butler 1879. Manbuta anyx ingår i släktet Manbuta och familjen nattflyn. Inga underarter finns listade i Catalogue of Life.